# Рубіалес
Рубіалес (ісп. Rubiales) — муніципалітет в Іспанії, у складі автономної спільноти Арагон, у провінції Теруель. Населення — 57 осіб (2010).
Муніципалітет розташований на відстані близько 210 км на схід від Мадрида, 15 км на південний захід від міста Теруель.

## Демографія
Динаміка населення (INE ):